# Tantilla ruficeps
Tantilla ruficeps — вид змій родини полозових (Colubridae). Мешкає в Центральній Америці.

## Поширення і екологія
Tantilla ruficeps мешкають в низовинах і передгір'ях на атлантичних схилах Нікарагуа і Коста-Рики та на тихоокеанських схилах Коста-Рики і Панами. Вони живуть у вологих рівнинних і гірських тропічних лісах, серед опалого листя. Зустрічаються на висоті до 1600 м над рівнем моря. Живляться безхребетними.